# Визни режим Србије
Визни режим Републике Србије представља политику државе у погледу захтева за улазак странаца на њену територију. Визни режим се одређује Законом о странцима, одлукама Владе и ратификованим билатералним споразумима.
Током процеса приступања очекује се да Република Србија усклади свој визни режим са визном политиком Европске уније. Држављанима следећих држава још увек је потребна виза за посету Србији иако се налазе на списку земаља чијим држављанима није потребна виза за посету Шенгенској зони: Брунеј, Вануату, Венецуела, Гватемала, Ел Салвадор, Источни Тимор, Кирибати, Малезија, Маурицијус, Маршалска Острва, Микронезија, Никарагва, Панама, Самоа, Света Луција, Соломонова Острва, Тајван, Тонга, Тувалу и Хондурас.

## Безвизни режим
У погледу краћег боравка странаца у Републици Србији држављани 95 држава и територија нису у обавези да претходно прибаве визу и у Републику Србију могу ући само на основу важећег пасоша. Такође држављанима одређених држава омогућено је да у Републику Србију уђу само са важећом личном картом. Свим странцима који поседују важећу визу неке од држава Европске уније и свих држава Шенгенског уговора као и САД омогућен је улазак без одвојеног прибављања визе коју издају државни органи Републике Србије. Трајање боравка разликује се од државе до државе и креће се у распону од 14 до максимално 90 дана. За издавање боравишних дозвола задужено је Министарство унутрашњих послова.
Носиоци обичних пасоша следећих држава и територија нису у обавези да прибаве визу за Републику Србију за боравак до 90 дана (ако другачије није напоменуто):
| - Сви држављани ЕУ 1 2 - Албанија - Андора - Антигва и Барбуда - Аргентина - Аустралија - Азербејџан - Барбадос 7 - Бахами 7 - Бахреин - Белорусија 4 - Боливија - Босна и Херцеговина 2 - Бразил - Бурунди 7 - Ватикан - Гвинеја Бисао 7 - Гренада - Грузија - Доминика - Израел - Индија 7 - Индонезија 7 - Исланд - Јамајка 7 - Јапан - Јужна Кореја - Казахстан 4 - Канада - Катар - Кина 4 6 - Киргистан - Колумбија 7 - Костарика | - Куба - Кувајт - Лихтенштајн - Макао - Македонија 2 - Мексико - Молдавија - Монако - Монголија - Нови Зеланд - Норвешка - Оман - Палау - Парагвај - Перу - Русија 4 - Сан Марино - Свети Винсент и Гренадини 7 - Свети Китс и Невис - Сејшели - Сингапур - Сједињене Америчке Државе - Суринам 7 - Тринидад и Тобаго - Тунис - Турска - Уједињени Арапски Емирати - Украјина 3 - Уругвај - Хонг Конг 5 - Црна Гора 2 - Чиле - Швајцарска 2 |

Напомене
1. ^  Укључујући све типове британског држављанства.
2. ^  Могу да користе личну карту за улазак на територију Републике Србије.
3. ^  30 дана на сваких 60 дана.
4. ^  30 дана.
5. ^  14 дана.
6. ^  90 дана за носиоце пасоша за пословне потребе.
7. ^  30 дана на годину дана.

| Датуми промена визног режима |
| --- |
| - Држављанима Босне и Херцеговине, Македоније и Црне Горе никада није била потребна виза за Републику Србију - Април 1966: Тунис - Август 1966: Куба - Октобар 1971: Костарика - Мај 1973: Чиле - Октобар 1985: Боливија - Фебруар 1987: Сејшели - Новембар 1989. Аргентина - Децембар 1999: Белорусија - Мај 2003: Немачка, Француска, Италија, Холандија, Белгија, Луксембург, Велика Британија, Ирска, Шпанија, Португал, Грчка, Данска, Шведска, Финска, Аустрија, Швајцарска, Норвешка, Исланд, Монако, Лихтенштајн, Ватикан, Андора, Сан Марино, Израел, Кипар, Малта, Чешка, Пољска, Словенија, Литванија, Латвија, Естонија, Хрватска, САД, Канада, Сингапур, Јужна Кореја, Аустралија и Нови Зеланд (једнострано) - 30. јуни 2007. године: Румунија (једнострано) - 8. марта 2008: Русија (једнострано) - Децембар 2009: Израел - Октобар 2010: Бразил, Турска - Децембар 2010: Казахстан - 1. мај 2011: Јапан - Октобар 2011: Албанија (обновљен), Украјина, Уругвај - 3. новембар 2011: Хонг Конг - Јануар 2013: Макао - 10. августа 2013: Уједињени Арапски Емирати (једнострано) - 17. јул 2014: Монголија - 30. јун 2015: Бахреин, Кувајт, Оман и Катар (једнострано) - 6. август 2015: Молдавија - 15. јануар 2017: Кина - 20. мај 2017: Перу (једнострано) - 2. септембар 2017: Индија и Иран (једнострано) - 14. октобар 2017: Индонезија (једнострано) - 19. децембар 2017: Гвинеја Бисао (једнострано) - 5. јануар 2018: Суринам (једнострано) - 15. фебруар 2018: Бахами, Барбадос, Јамајка, Колумбија, Парагвај и Свети Винсент и Гренадини (једнострано) - 9. март 2018: Грузија - 2. јун 2018: Азербејџан, Бурунди (једнострано) - 3. новембар 2018: Антигва и Барбуда, Гренада, Доминика и Тринидад и Тобаго (једнострано) - 8. новембар 2018: Киргистан - 26. јануар 2019: Свети Китс и Невис и Палау (једнострано) Обустављен безвизни режим: - Бангладеш: мај 1978 — непознат датум - Боцвана: јануар 1985 — јануар 2003 - Ирак: јун 1972 — јануар 2003 - Нигер: непознат датум — јануар 2003 - Пакистан: новембар 1970 — непознат датум - Иран: децембар 1970 — непознат датум (настављено 2017) - Индија: март 1971 — непознат датум (настављено 2017) - Замбија: август 1975 — јануар 2003 - Зимбабве: јун 1985 — јануар 2003 - Малезија: 1. децембар 2016—1. јануар 2018 - Иран: 2. септембар 2017.—17. октобар 2018. Непознато - Мексико |

Носиоцима дипломатских и службених пасоша али не и носиоцима обичних пасоша следећих држава није потребна виза приликом уласка на територију Републике Србије: Алжир, Венецуела, Вијетнам, Египат (само дипломатски), Еквадор, Гватемала, Гвинеја, Иран, Јерменија, Лаос, Либан, Мароко, Пакистан, Северна Кореја и Тајланд као и за путну исправу Уједињених нација и пасош Малтешког витешког реда.
Током 2017, 2018. и 2019. Србија је потписала споразум о међусобном укидању виза за носиоце дипломатских и службених пасоша са Ираком, Доминиканском Републиком, Мјанмаром, Парагвајем и Никарагвом али они још увек нису ступили на снагу.

## Реципроцитет
Држављани Републике Србије имају реципрочни третман у погледу виза за већину држава чијим држављанима није потребна виза за Републику Србију осим следећих држава — Антигва и Барбуда, Аустралија, Бахами, Бахреин, Боливија, Бурунди, Гвинеја Бисао, Гренада, Индија, Ирска, Јамајка, Колумбија, Кувајт, Канада, Мексико, Нови Зеланд, Оман, Парагвај, САД, Свети Китс и Невис и Уједињено Краљевство.